# Christina Teuthorn-Mohr
Christina Teuthorn-Mohr (* 1975 in Saarbrücken) ist eine deutsche Moderatorin und Journalistin.

## Beruf
Teuthorn-Mohr ist Diplom-Journalistin und Politologin. Ihre Ausbildung absolvierte sie an der Deutschen Journalistenschule DJS. Sie arbeitet als ARD-Journalistin auf den Kanarischen Inseln für das ARD Studio Madrid und den Bayerischen Rundfunk (BR), Redaktion Ausland und politischer Hintergrund. Zuvor war sie Politikredakteurin und Rundfunk-Moderatorin für den Bayerischen Rundfunk (BR) und die ARD in München.

## Preise
- 2009: Abdruck
- 2007: Publizistikpreis des „Forums besser Hören“.
- 2007: Axel-Springer-Preis: Auszeichnung für Herausragende Leistungen.
- 2006: Kurt-Magnus-Preis der ARD.[5]
- 2006: Informatikpreis des Saarlandes.
- 2004: Econsense-Preis für Nachhaltigkeit.
- 2003: Heureka Preis für Wissenschaftsjournalismus.

## Veröffentlichungen
- 2020: Nils-Peter Hey (Hrsg.), Felix Maria Arnet, Roman Kmenta, Heinrich Kürzeder, Markus Reimer, Christina Teuthorn-Mohr, Sonja Veelen: Seit ich lüge, läuft der Laden. So machen selbsternannte Experten auf Boss, obwohl sie nur Hugo sind. ISBN 978-3-948277-12-3